# Danilo Scholz
Danilo Scholz (* 1984) ist ein deutscher Publizist, Ideenhistoriker und Übersetzer.

## Leben
Scholz, Sohn einer alleinerziehenden Mutter, wuchs in der Nähe von Bitterfeld auf und bestand das Abitur im Jahr 2003 an der Landesschule Pforta. Ein Studium der Geschichtswissenschaft an der University of Cambridge in den Jahren 2005 bis 2008 schloss er als Bachelor ab. Dort war u. a. Christopher Clark sein Lehrer. 2009 war Scholz wissenschaftlicher Mitarbeiter der linksliberalen Berliner Denkfabrik Progressives Zentrum. Danach studierte er von 2009 bis 2012 an der École normale supérieure in Paris Geschichte und Philosophie bis zum Diplom. Außerdem besuchte er von 2009 bis 2011 die École des hautes études en sciences sociales, wo er ebenfalls Studien der Geschichte betrieb und als Master abschloss. Seine Arbeit über das Verhältnis von Alexandre Kojève zur deutschen Philosophie wurde 2011 und 2013 mit Preisen ausgezeichnet. 2012 bis 2013 hatte er Gastaufenthalte an der University of California, Berkeley. Bis 2018 promovierte er bei Perrine Simon-Nahum und Frédéric Worms mit einer Arbeit über Staatstheorien und die Kritik am Etatismus im französischen Denken: L’Antiétatisme dans la philosophie française, 1945–1992. In den Jahren 2018 bis 2019 war er Max-Weber-Fellow des Europäischen Hochschulinstituts und arbeitete an einem Buch über Alexandre Kojève. Diese Arbeit setzt er seit 2020 als Postdoktorand an der Columbia University in New York City fort. 2019 erhielt er den Heinrich-Mann-Preis der Akademie der Künste in Berlin.

## Schriften (Auswahl)
- als Herausgeber und Übersetzer mit Svenja Bromberg, Birthe Mühlhoff: Euro Trash. Merve Verlag, Leipzig 2016, ISBN 978-3-8839-6357-0.
- Alexandre Kojève and Gaston Fessard on Authority and Politics. In: Revue philosophique de la France et de l’étranger, 2016/3, Band 141.
- Zwischen Vichy und Résistance. Alexandre Kojève im Krieg. In: Zeitschrift für Ideengeschichte, Heft 13/3 (Herbst 2019), Seite 23–35.

## Ehrungen
- 2011: Raymond-Aron-Preis
- 2013: Marc-Bloch-Preis
- 2019: Heinrich-Mann-Preis